# Fabien Centonze
Fabien Centonze, född 16 januari 1996, är en fransk fotbollsspelare som spelar för Nantes.

## Karriär
Den 11 juni 2019 värvades Centonze av Metz, där han skrev på ett femårskontrakt. Den 22 september 2022 värvades Centonze av Nantes, där han skrev på ett femårskontrakt.